# Elisabeth von Thurn und Taxis (Journalistin)

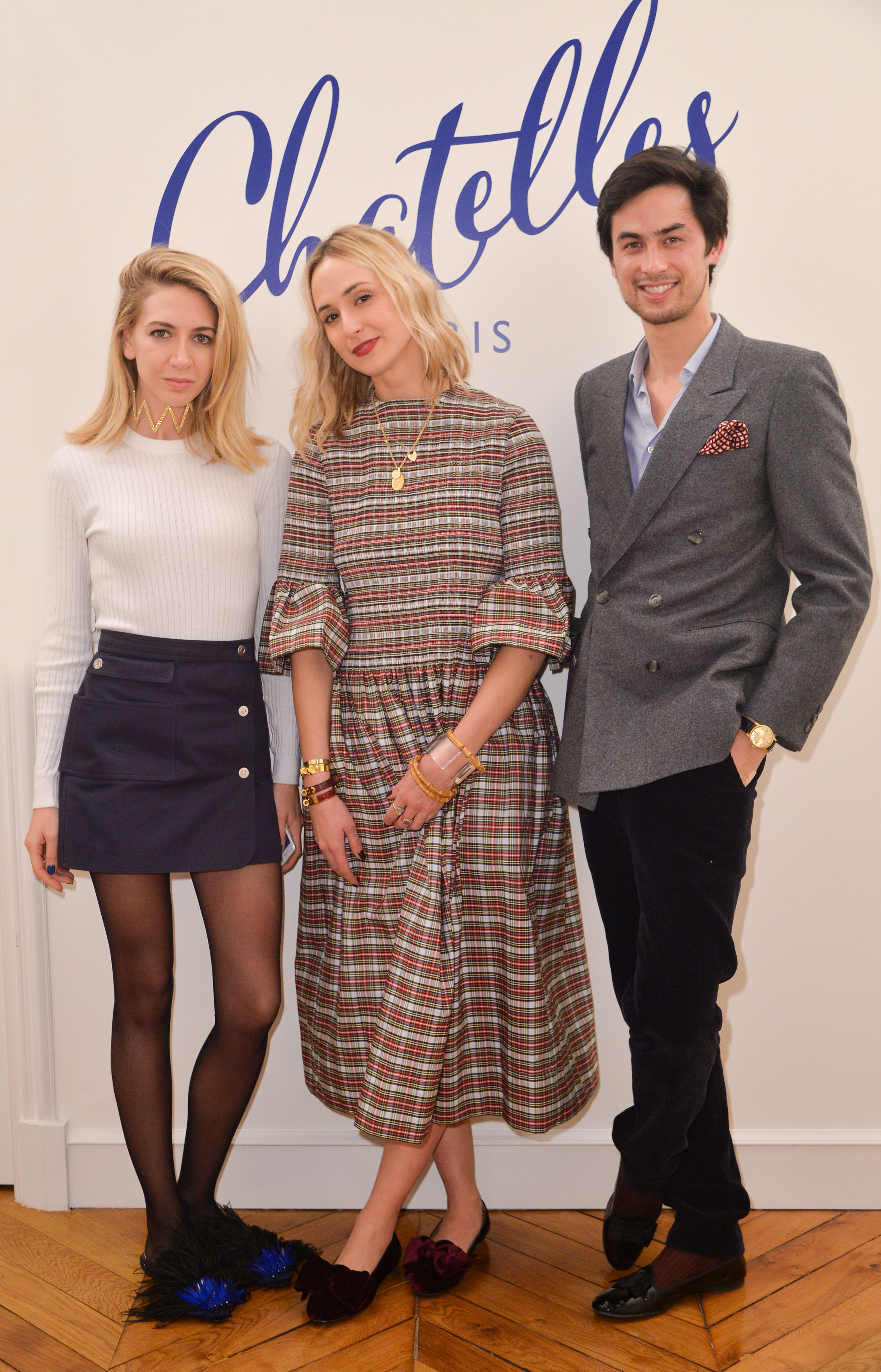
Elisabeth von Thurn und Taxis (Mitte) mit Sabine Getty und François du Chastel (Dezember 2016)

Elisabeth von Thurn und Taxis, vollständig Elisabeth Margarete Maria Anna Beatriz Prinzessin von Thurn und Taxis (* 24. März 1982 in Regensburg), ist eine deutsche Journalistin und Autorin.

## Leben
Elisabeth von Thurn und Taxis ist die Tochter von Johannes von Thurn und Taxis aus dem deutschen Adelsgeschlecht Thurn und Taxis und Gloria von Thurn und Taxis, geb. Gräfin von Schönburg-Glauchau. Sie hat eine ältere Schwester Maria Theresia und einen jüngeren Bruder Albert. Sie ging zunächst in Regensburg zur Schule und wechselte dann an die Sevenoaks School in Kent. Anschließend studierte sie an der American University of Paris sowie in Madrid Medien- und Kommunikationswissenschaft. Heute lebt und arbeitet sie als freie Journalistin in Nordwest-London.
Sie schrieb unter anderem die Kolumne The Princess Diaries für das bis 2013 erschienene Luxusmagazin Magazin Finch’s Quarterly Review. Für das Vatican Magazin in Rom verfasste sie eine Kolumne unter dem Stichwort fromm. Außerdem schreibt sie für die Zeitung Bild am Sonntag seit Februar 2010 eine Kolumne.
In ihrer Kindheit waren Von Thurn und Taxis und ihre Geschwister regelmäßig zu Gast bei Michael Jackson, was sie nach seinem Tod in ihrem Blog erwähnte, wo sie auch seinen Ruf engagiert verteidigte: „I couldn’t imagine Michael hurting a fly, let alone a friend.“
Sie war regelmäßig Thema in Gesellschaftsrubriken und erschien in Vanity Fair in der Rubrik Fortune’s Children im Juni 2009 als „Erbin“ mit einem Foto von Bruce Weber. In einem Gespräch über ein Buch über Kunstsammler, welches sie zusammen mit Alex Flick verfasst, sagte sie: „I think it’s a huge privilege to be able to use the access that we have in an interesting way.“ Am 7. November 2009 hatte sie einen Fernsehauftritt als Wettpatin in der ZDF-Spielshow Wetten, dass..?.
Von Thurn und Taxis ist überzeugte Katholikin und hat für den britischen Catholic Herald über die Wiederbelebung traditioneller religiöser Gemeinschaften in Frankreich geschrieben. Im Jahr 2008 beteiligte sie sich an einer Petition an die Bischöfe von England und Wales, die zum Ziel hatte, das Angebot an lateinischen Messen im tridentinischen Ritus zu erhöhen, die Papst Benedikt XVI. 2007 wieder erlaubt hatte. Im Juni 2009 wurde sie gemeinsam mit ihrer Mutter und ihrer Schwester in den Malteser Ritterorden aufgenommen. Sie hat als Ordensdame wiederholt Gruppen Behinderter und Älterer auf Wallfahrten nach Lourdes begleitet.
In ihrem ersten Buch fromm! wirbt sie im Wesentlichen für die Wiederbelebung volksreligiöser Praktiken wie Rosenkranzbeten, Händefalten, Mundkommunion und Heiligenverehrung. In schlichten Worten erklärt Thurn und Taxis komplizierte Aspekte des katholischen Glaubens: „In vielerlei Hinsicht ist das Fegefeuer gar kein so schlechter Ort. Es ist mehr wie ein Wartezimmer mit Dusche.“ Oder: „Wie auch das Frühstücksei ist eigentlich die Beichte ein Genuss, den man ruhig öfters mal konsumieren darf.“

## Veröffentlichungen
- fromm! Eine Einladung, das Katholische wieder mit allen Sinnen zu erleben. Mit einem Vorwort von Georg Ratzinger und einem Nachwort von Wilhelm Imkamp. Fe-Medienverlag, Kißlegg 2009, ISBN 978-3-939684-61-9
- Tagebuch einer Prinzessin. Marion von Schröder, Berlin 2011, ISBN 978-3-547-71178-3; Ullstein, Berlin 2013, ISBN 978-3-548-37473-4